# José Bernardino Fernández de Velasco
José María Bernardino Silverio Fernández de Velasco y Jaspe (París, 20 de junio de 1836-Madrid, 20 de mayo de 1888) fue un político español del reinado de Isabel II y de la Restauración borbónica. También fue conocido por su título nobiliario de duque de Frías.

## Biografía
Hijo de Bernardino Fernández de Velasco y Benavides IX duque de Frías y Ana Jaspe Macías, nació el 20 de junio de 1836 en París, Francia.
Fue elegido en 1863, 1864 y en 1865 diputado por el distrito electoral de Puente del Arzobispo (provincia de Toledo).
Aunque solicitó su admisión como senador por derecho propio durante el reinado de Isabel II, no llegó a jurar el cargo por su edad, y no ejercería como senador hasta ya entrada la Restauración, cuando, en 1886, se convirtió en senador por la provincia de Canarias.
Sustituyó a Luis Polanco como diputado en Cortes por el distrito electoral de Cervera de Pisuerga entre 1887 y 1888.
Desempeñó el cargo de gobernador civil de la provincia de Madrid entre octubre de 1886 y su muerte en mayo de 1888, haciéndose con la vacante de forma interina José María Jimeno de Lerma. Alberto Aguilera sería nombrado gobernador civil en julio de dicho año.
Falleció el 20 de mayo de 1888 en Madrid.

## Matrimonios
En 1864 casó en primeras nupcias con la cantante de ópera Victoria Balfe Roser (1837-1871), divorciada del baronet sir John Fiennes Twistleton Crampton (con el que había contraído matrimonio el 31 del 3 de 1860, un matrimonio que fue anulado el 20 del 11 de 1863). Con Victoria tuvo tres hijos: 
- Bernardino, nacido en Madrid el 1 del 5 de 1866, XVI duque de Frías, etc,
- Mencía, nacida en París en 1867,
- Guillermo, nacido en Madrid en 1870 pocos meses antes del fallecimiento de su madre.

En 1880 contrajo segundas nupcias con María del Carmen Josefa de Cupertino Rosa Genara Pignatelli de Aragón y Padilla, nacida en Nápoles el 18 del 9 de 1855.